# Buffalo wings

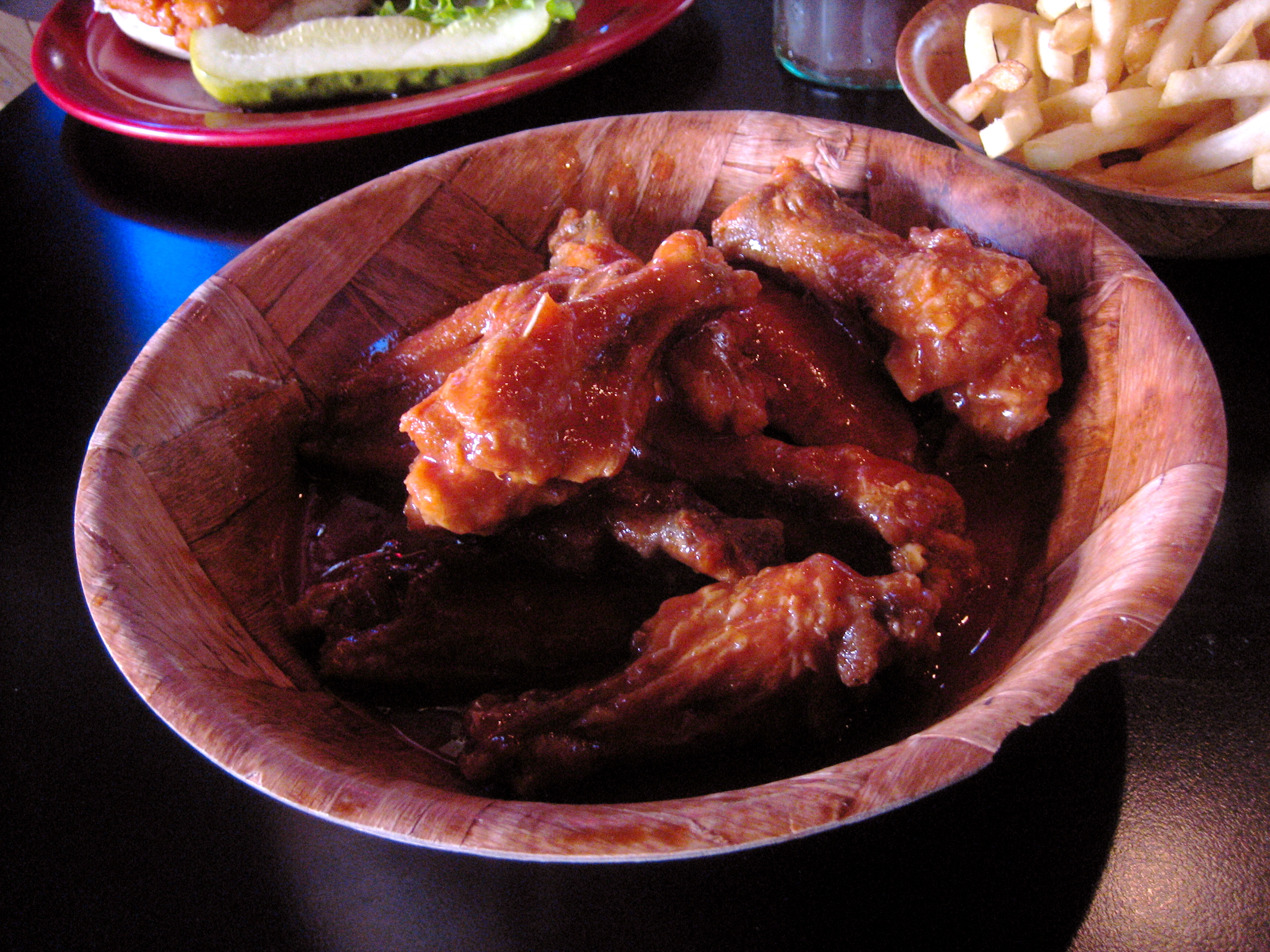
Duff's chicken wings.

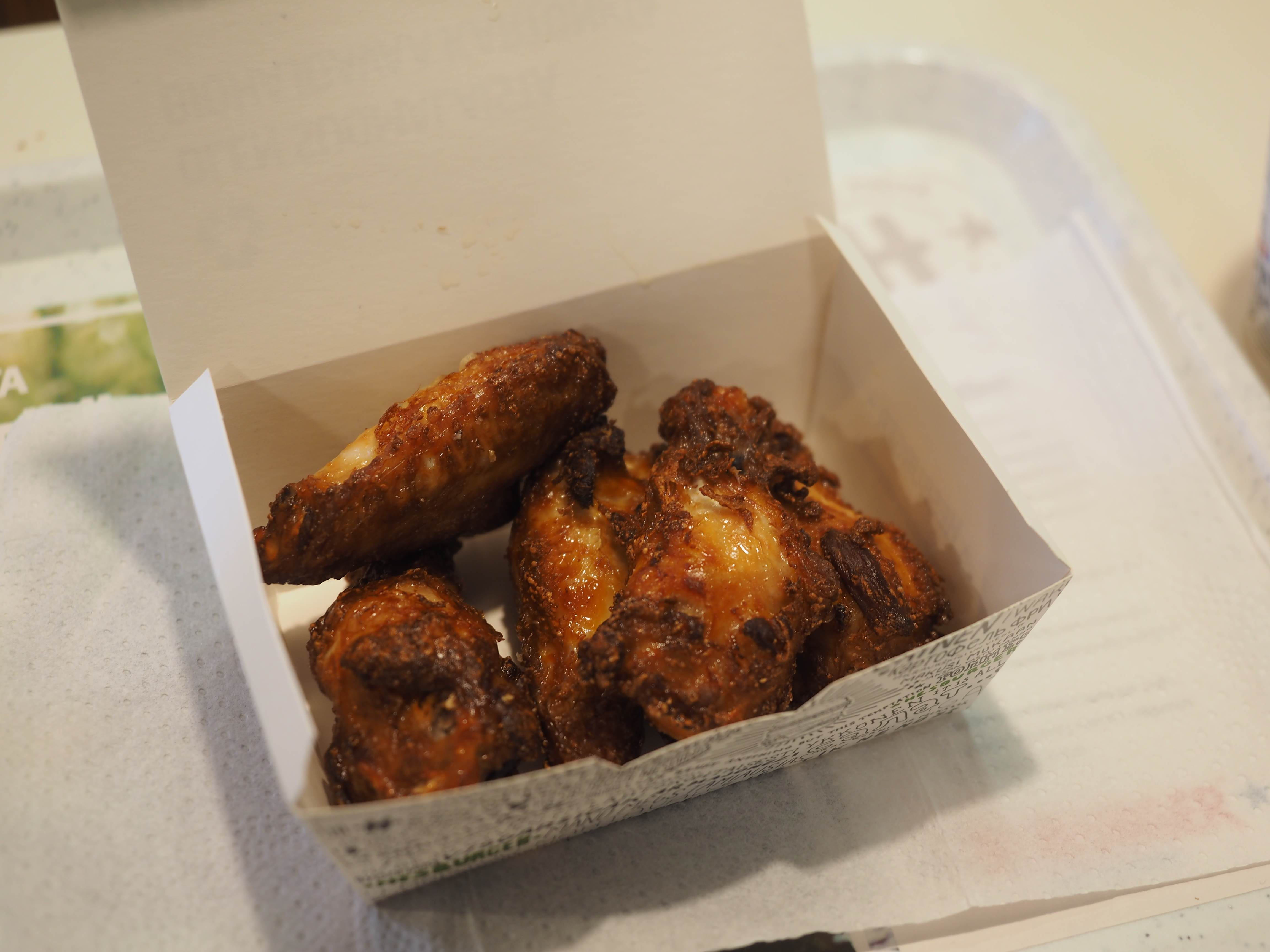
Una caja de alitas de pollo, servida en un restaurante Hesburger en Helsinki, Finlandia.

Buffalo Wings, hot wings, chicken wings (alitas de pollo) o wings son secciones de pollo que corresponden a las alas (a veces se hacen con cualquier otra ave de corral) que se fríen y se recubren en salsas especiales. La tradicional ala de pollo elaborada al estilo Buffalo se compone de dos ingredientes: una salsa picante (a base de vinagre y cayena) y margarina o mantequilla.
Las buffalo wings se denominan así a causa de su ciudad de origen: Búfalo, Nueva York. Los residentes de Buffalo las denominan simplemente como "wings" o "chicken wings" en lugar de "Buffalo wings". La apelación "Buffalo" ahora se aplica a otros alimentos como los chicken fingers, chicken nuggets, y los popcorn chicken, entre otros, ya que todos ellos son aderezados con salsas al estilo de buffalo, o incluso con variantes de la salsa.

## Características
La salsa picante hecha con pimienta de cayena y mantequilla fundida es la base de la salsa que recubre las alas. Las salsas de las Buffalo wing pueden ser elaboradas de salsas de diferentes estilos y con diferentes cantidades de tonalidad picante/especiada, por esta razón a veces se añade un apelativo de graduación tal y como mild (bajo), medium (medio) o hot (picante). Por regla general, las alas de pollo fritas se dejan secar para que escurran el aceite y luego cuando están crujientes se les aplica el condimento para que recubra toda su superficie. 
Los Wings a veces se sirven "secos" con la salsa aparte junto con el plato. En Buffalo, los wings se suelen servir con apio cortado y un poco de salsa de queso azul. En otras regiones, establecimientos y demás, suele emplearse para servir las alitas con salsa ranchera.

## Historia
Existen cuatro diferentes leyendas que explican el origen de este plato. Todas ellas aseguran que el lugar originario es Buffalo:
- Una de las historias asegura que los Buffalo wings fueron elaborados por primera vez en el Anchor Bar, ubicado en el 1047 de Main Street (entre North Street y la Best Street) en Búfalo, New York, Estados Unidos, el 3 de octubre de 1964, por Teressa Belissimo, copropietaria de Anchor Bar junto con su marido Frank. La primera vez fue debido al anuncio que hizo su hijo Dominic de la llegada a última hora junto con varios de sus amigos. Teressa necesitaba realizar un snack rápido para presentar a sus invitados. De esta forma le vino la idea de freír unas alas de pollo (algo que se suele tener en stock) y ponerlas en una salsa picante.[3][4][5][6][7][8] Mientras las alitas se freían, Teressa decidió servir además unos tallos de apio con salsa de queso azul.

- Una segunda versión, contada por Dominic Bellisimo (el hijo de Frank y Teressa) al reportero del The New Yorker Calvin Trillin en 1980, confirman que: "Era un viernes y en el bar se vendían gran cantidad de bebidas y Teressa quería ofrecer algo que la mayoría de las personas pudiera comer, incluso si tuviese contenido cárnico." De esta forma le vino a Teressa la idea de servir chicken wings.[3][4]

- La tercera versión sobre el origen de este snack hace referencia a un error en la entrega de un pedido, que vino con alas en lugar de otras partes del pollo, se pensaba emplear para elaborar una salsa de los spaghetti. Para afrontar esta llegada errónea, Frank Bellisimo menciona que preguntó a Teressa qué podía hacer y finalmente le aconsejó freír y cubrir con una salsa.[3][4]

- La cuarta versión no tiene nada que ver con Bellisimos o el Anchor Bar. Calvin Trillin asegura en su artículo de 1980 en el New Yorker que un hombre llamado John Young reclama el crédito por haber sido la primera persona en servir chicken wings con una "mambo sauce" (salsa mambo). Los chicken wings en salsa de mambo fueron una especialidad en el restaurante de Buffalo durante los sesenta. Young registró el nombre de sus restaurante, John Young's Wings 'n Things, en el condado antes de abandonar Buffalo en 1970.[3][4][9]

## Cocinar

### Pollo
Las alas de pollo utilizadas para hacer alitas de búfalo suelen dividirse en tres partes: el drumet, la parte plana y el flapper o puntero, el último de los cuales suele desecharse, aunque algunos restaurantes las sirven con esta última parte todavía unida a la parte plana. Tradicionalmente, las alitas se fríen en aceite sin rebozar ni enharinar hasta que están bien doradas. Como alternativa, se pueden hornear, hacer a la parrilla o guisarlas.

### Salsa
Una salsa picante a base de pimienta de cayena, mantequilla derretida y vinagre es la base estándar para elaborar la salsa para alitas Buffalo, que puede ser suave, media o picante. Otros ingredientes también son comunes, aunque menos dominantes, como salsa Worcestershire y ajo en polvo. La salsa lista para consumir para las alitas se prepara con distintos grados de picante. Las alitas de pollo preparadas se colocan en un cuenco u olla y se agitan antes de servir para que las alitas queden completamente cubiertas con la salsa.

### Guarnición
Las alitas de búfalo se sirven tradicionalmente con pequeños palitos de salvia (a veces con zanahorias tiernas o palitos de zanahoria) y salsa de queso azul al lado. El aderezo Ranch, sin embargo, es la salsa para mojar alitas más popular en Estados Unidos. Estas guarniciones no sólo sirven como salsa para mojar, sino también como elemento refrescante para quienes comen alitas especialmente picantes: el contenido graso de las salsas actúa como disolvente y elimina la hidrofóbica capsaicina al tragarla, ya que de lo contrario se pegaría a la lengua y conservaría una sensación de ardor.